# Live in Dada
Live in Dada è un album dal vivo del 2006 del gruppo Mercanti di Liquore
L'album è stato pubblicato con un DVD allegato.

## Tracce CD
1. Cecco il mugnaio - 5:56
2. La semi-automatica - 5:24
3. La musica dei poveri - 4:06
4. Canzonetta (in risposta ai grandi interrogativi della vita moderna) - 3:37
5. Nella chiesa di Bellusco - 7:24
6. Il gorilla - 4:28
7. La moglie brontolona - 4:33
8. Un punto - 2:26
9. L'Italia - 6:12
10. Il disertore - 2:08
11. Senza titolo - 6:18
12. L'eroe - 5:26
13. Apecar - 4:04
14. Lombardia - 5:22
15. Il sergente nella neve (La guerra di Piero) - 7:45

## Tracce DVD
1. L'eroe
2. Non siamo mai stati sulla luna
3. Hey hey my my (Neil Young)
4. La musica dei poveri
5. Nella mia ora di libertà (Fabrizio De André)
6. Nella chiesa di Bellusco
7. Il gorilla (Georges Brassens - Fabrizio De André)
8. Lombardia
9. Mai paura
10. Non siamo mai stati sulla luna (clip)